# Итапикуру (река)
Итапикуру́ (порт. Rio Itapicuru) — река на северо-востоке Бразилии, в штате Мараньян.
Длина реки составляет около 1650 км, площадь водосбора — 46500 км². Итапикуру берёт начало на хребте Серра-даз-Алпекатас на северо-востоке Бразильского плоскогорья, течёт в северном направлении и впадает в залив Сан-Жозе Атлантического океана.
Питание реки дождевое, паводки приходятся на период с марта по май. Река судоходна на 800 км от устья. В бассейне Итапикуру расположены плантации масличной пальмы, выращиваются субтропические и тропические культуры. Также местное населением занимается пастбищным скотоводством.